# Альбов, Михаил Нилович
Михаи́л Ни́лович А́льбов (8 [20] ноября 1851, Санкт-Петербург — 12 [25] июня 1911, Санкт-Петербург) — русский писатель, беллетрист.

## Биография
Родился в Санкт-Петербурге 8 (20) ноября 1851 года в семье дьякона церкви почтового департамента Нила Васильевича Альбова; мать — Александра Михайловна, урождённая Башмакова. Грамоте его обучила довольно рано тётка по матери Т. М. Башмакова, и он уже с малолетства пристрастился к чтению. Первая книга, произведшая сильное впечатление на восприимчивое воображение ребёнка, была «Робинзон Крузо», затем «Давид Копперфильд» и «Мёртвые души». От природы мечтательный, Альбов рос в полном одиночестве, без детского общества и без матери (которой лишился, когда ему было полтора года): всё это заставило его целиком уйти в мир созданных им фантазий. Отчасти сказывалась и наследственность: мать его была натура поэтическая, она любила музыку, писала стихи и была «не ко двору» в семье бедного дьякона.
На одиннадцатом году жизни Альбов поступил во Вторую Санкт-Петербургскую гимназию, где со 2-го класса стал писать повести; первая была юмористическая, навеянная «Мёртвыми душами» — «Растрепалкин». За ней последовало множество рассказов, где героями являлись испанцы и итальянцы, даже в подражание Монте-Кристо был написан роман «Английский матрос». В 13 лет Альбов написал рассказ в форме дневника «Записки подвального жильца» и отправил в «Петербургский листок», где его  приняли. С этих пор юный романист совсем забросил учёбу и из 4-го класса, просидев в нём три года, должен был выйти. К этому времени относится сочинение первой большой повести «На новую дорогу» (1866).
В 1867 году Альбов опять поступил в гимназию — в Пятую, по окончании которой в 1873 году поступил на юридический факультет Санкт-Петербургского университета, который окончил в 1879 году (учился два лишних года, один — по болезни, другой — в связи с участием в русско-турецкой войне). В качестве брата милосердия находился с лета 1877 года по весну 1878 года в Дунайской армии.
По окончании университета Альбов год пробыл на службе в Эстляндском акцизном управлении, с 1879 года посвятил себя исключительно литературному труду.
С 1891 года по 1894 год был редактором беллетристического отдела и официальным редактором в «Северном вестнике». В 1898 году состоял помощником редактора екатеринославской газеты «Приднепровский край». Кроме того, Альбов участвовал в «Вестнике Европы», «Русской мысли», «Еженедельном обозрении», «Осколках» и др. С 23 марта 1895 года состоял действительным членом Общества любителей Российской словесности.
Скончался в Санкт-Петербурге 12 (25) июня 1911 года. Похоронен на Литераторских мостках на Волковском кладбище.

## Творчество
Первым произведением Альбова, напечатанным в больших литературных журналах, был роман «Пшеницыны» в «Деле» в 1873 году. Многие рассказы Альбова появлялись отдельными изданиями, другие — собраны в «Повестях М. Н. А.» (изданные в Санкт-Петербурге в 1884 году (1-е издание) и в 1887 году (2-е издание)). Произведения Альбова печатались в «Петербургском листке», «Сыне Отечества», «Воскресном досуге» и др.

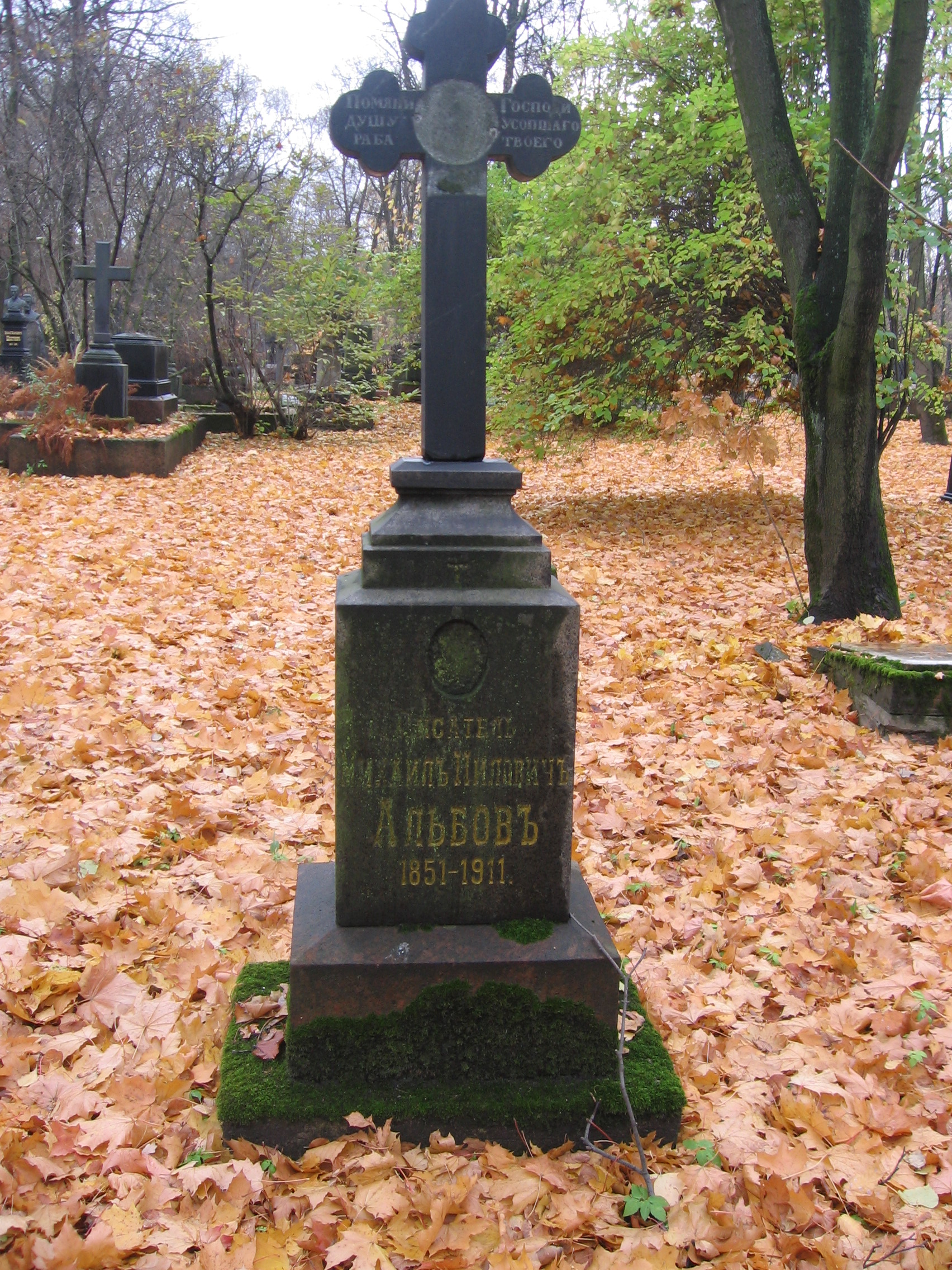
Надгробие М. Н. Альбова на Литераторских мостках

Произведения Альбова делятся на две группы: одна часть рассказов видимо навеяна Достоевским. В них разбираются темы психологические, а часто и психиатрические («День итога», «Как горели дрова» и т. д.). Эти рассказы отличаются мрачным характером. В них сказывается влияние одинокой и грустной молодости автора. Почти все они относятся к раннему периоду творчества и потому носят более субъективный, рефлективный характер, чем последующие. Лучший рассказ этого направления — наиболее законченный, отделанный и типичный — «День итога» (напечатанный в «Слове» в 1879 году). Герой его Глазков не лишён болезненной оригинальности. Сам автор прекрасно охарактеризовал его словами: «Ты — сочетание стремлений орла и сил Божьей коровки: так это есть, и переменить этого ты не можешь». В силу этого является раздвоенность личности, вечный самоанализ, парализующий всякое искреннее движение души, болезненно развито самолюбие и рисовка во всём. В Глазкове два человека: один живёт в действительности, другой с насмешкой контролирует его поступки. Отсюда вытекает неестественность, желание так или иначе обратить на себя внимание, Глазков даже лишить себя жизни не может просто: всё делается с разными вычурами: перед смертью он произносит речь, где говорит о высшем блаженстве поклониться самому себе. Он напоминает «Двойника» Достоевского и героя «Записок из подполья» своим возмутительным поведением с несчастными забитыми существами, искренно ему преданными. «Человек — деспот от природы, и любит быть мучителем», — говорит Глазков, подобно герою «Записок из подполья», который находил «жгучее наслажденье оскорблять». Вполне понятно, что люди этого типа остаются совершенно одиноки, тяготятся этим и жизнь становится для них настолько отвратительною и невыносимою, что насильственный исход неизбежен.
Вторая группа рассказов Альбова носит совсем другой характер: это ряд жанровых картинок, тепло, искренно и талантливо написанных. Мрачный колорит почти совсем исчезает. На первый план выступает наблюдатель. Таковы: «Конец неведомой улицы», I часть «0 людях взыскующих града» («Воспитание Лёльки»), «Тоска», «Юбилей», «Рыбьи стоны» и др. «Ряса» представляет переходную ступень от первой группы рассказов ко второй. «Конец неведомой улицы» — целая хроника будничной жизни изображённого Альбовым уголка. Нужно иметь незаурядное дарование, чтобы из такого ничтожного материала создать такую занимательную вещь. Очень трогательно, с горячим чувством и поэтично изображён мир забитого ребёнка в «Воспитании Лёльки». В упрёк можно поставить Альбову только то, что он иногда запутывается в подробностях, желая слишком точно (протокольно) изобразить хорошо изученную им среду мелкого петербургского мещанства и духовенства. Остаётся пожалеть, что у Альбова, в силу условий личной жизни, узкий круг наблюдений. Из всего сказанного видно, что Альбов не является представителем какого-нибудь общественного течения, а занят изображением личной жизни, помыслов и чувств действующих лиц.
Вот как отзывается о творчестве Альбова К. Арсеньев:
Если господин Альбов художник, иногда возвышающийся до поэзии, то ему, очевидно, незачем замыкать себя в какой-нибудь один уголок искусства; незачем, например, вырабатывать из себя исключительно жанриста. Пускай он по-прежнему переходит от психологического анализа к картинкам во фламандском вкусе, от изломанных болезненных фигур Лизаветы Аркадьевны или Глазкова к мирным обитателям неведомой улицы; пускай он оставляет для себя открытой дверь в область психиатрии — лишь бы только его произведения становились все более и более законченными и цельными, лишь бы только он не поддавался влиянию крайнего натурализма, не терял художественного чутья в слишком усердной заботе о точном воспроизведении действительности.